# Eiichi Katayama
Eiichi Katayama (片山 瑛一, Katayama Eiichi), né le 30 novembre 1991, est un footballeur japonais.

## Biographie
Katayama commence sa carrière professionnelle en 2014 avec le club du Fagiano Okayama, club de J2 League. Il dispute un total de 146 matchs en J2 League avec le club. En 2018, il est transféré au Cerezo Osaka, club de J1 League. Il dispute un total de 58 matchs en J1 League avec le club. En 2021, il est transféré au Shimizu S-Pulse.